# JPM (nhóm nhạc)
JPM là một nhóm nhạc Mandopop của Đài Loan được thành lập dưới sự quản lý của công ty Sony Music cùng với các nghệ sĩ Châu Kiệt Luân, Vương Lực Hoành và Dương Thừa Lâm. Nhóm ra mắt vào ngày 11 tháng 1 năm 2011 với ba thành viên: Tiểu Kiệt, Vương Tử và Mao Đệ đến từ công ty A Legend Star Entertainment. Hai thành viên Tiểu Kiệt và Vương Tử nguyên là một phần của ban nhạc Bổng Bổng Đường cho tới năm 2009, trong khi Mao Đệ đến từ Choc7.
Trước khi thêm Mao Đệ, Tiểu Kiệt và Vương Tử đã phát hành một đĩa đơn mang tựa đề Dance Can Be Replaced (舞可取代) vào ngày 8 tháng 7 năm 2010. Ngày 26 tháng 8 năm 2011, JPM cuối cùng đã phát hành album đầu tay Moonwalk trong đó có 1 bài hát và một phiên bản tiếng Quảng Đông của "Because of You".

## Từ nguyên
Tên gọi ban nhạc được lấy từ chữ cái đầu tiên của tên mỗi thành viên: LilJay (Tiểu Kiệt), Prince (Vương Tử) và Modi (Mao Đệ), hình thành nên tên ban nhạc JPM.